# Samoahonungsfågel
Samoahonungsfågel (Gymnomyza samoensis) är en starkt utrotningshotad fågel i familjen honungsfåglar inom ordningen tättingar.

## Utseende och läten
Samoahonungsfågeln är en stor (31 cm) och mörk honungsfågel med en lång och något nedåtböjd näbb. Huvudet är sotsvart, övergående i mer olivgrönt på bakre delen av kroppen, dock något gulbrun på undre stjärttäckarna. Under ögat syns ett olivgrönt streck. Ögonen är blå hos adulta fåglar och bruna hos ungfåglar. Bland lätena hörs mekaniska tjuppande ljud och korta gnisslingar, medan sången består av kattlika jamanden och hesa lägre ljud.

## Utbredning och status
Fågeln förekommer i bergstrakter i Samoa, på öarna Savai'i, Upolu och Tutuila. IUCN kategoriserar arten som starkt hotad.